# Chad Lail
Chad Lail (6 juni 1982, Hickory (North Carolina)), beter bekend als Gunner of Jaxson Ryker is een Amerikaans professioneel worstelaar die vooral bekend is van zijn tijd bij de World Wrestling Entertainment en Total Nonstop Action Wrestling (TNA) (nu bekend als Impact Wrestling).
Lail begon zijn carrière in 2001 en was bekend onder de ringnaam Phil Shatter in het onafhankelijke circuit. In 2010 tekende hij bij TNA Wrestling en veranderde zijn ringnaam naar Gunner. Lail is een voormalige TNA Television Champion en TNA World Tag Team Champion met James Storm.

## In worstelen
- Finishers
  - Fireman's carry facebuster
  - Post Traumatic Stress Disorder / PTSD (Powerbomb)
- Signature moves
  - Fist drop
  - Spear
- Met Murphy
  - Sidewalk slam (Murphy) / Diving elbow drop (Gunner) combinatie
- Manager
  - Jeff G. Bailey
- Bijnaam
  - "The Universal Soldier"

## Prestaties
- Action Packed Wrestling
  - APW Chester Heavyweight Champion (2 keer)
- East Coast Championship Wrestling
  - ECCW Tag Team Championship (1 keer)
- Ground Xero Wrestling
  - GXW Heavyweight Championship (1 keer)
- National Wrestling Alliance
  - NWA National Heavyweight Championship
  - Future Legends Cup (2010)
- NWA Anarchy
  - NWA Anarchy Heavyweight Championship (1 keer)
  - NWA Anarchy Tag Team Championship (1 keer Kimo & Abomination)
- NWA Charlotte
  - NWA Mid-Atlantic Heritage Championship (1 keer)
- Premiere Wrestling Xperience
  - SAW International Heavyweight Championship (1 keer)
- Pro Wrestling Illustrated
  - PWI rangeerde hem #97 van de top 500 singles worstelaars in de PWI 500 in 2010
- Showtime All-Star Wrestling
  - SAW International Heavyweight Championship (1 keer)
- Southern Wrestling Association
  - Rhymer Cup (2016) – met John Skyler
- Total Nonstop Action Wrestling
  - TNA Television Championship (1 keer)
  - TNA World Tag Team Championship (1 keer: met James Storm)
  - Feast or Fired (2013 - World Heavyweight Championship contact)
  - Feast or Fired (2014 - World Tag Team Championship contract)
  - TNA World Cup 2014 - met Bully Ray, Eddie Edwards, Eric Young en ODB
  - TNA World Cup 2015 - met Crazzy Steve, Davhey Ricards, Jeff Hardy, Rockstar Spud en Gail Kim
  - TNA Classic (2015)
- WrestleForce
  - WrestleForce Championship (1 keer)